# Palicourea gachetaensis
Palicourea gachetaensis är en måreväxtart som beskrevs av M.C.G.Kirkbr.. Palicourea gachetaensis ingår i släktet Palicourea och familjen måreväxter.
Artens utbredningsområde är Colombia. Inga underarter finns listade i Catalogue of Life.